# Estructuras lipídicas

Fosfolípidos organizados en liposomas, micelas y bicapa lipídica.

Las estructuras lipídicas son conformaciones que le dan forma a las membranas plasmáticas. Sus componentes principales son los lípidos, los cuales presentan características especiales que están condicionadas por factores termodinámicos como la temperatura. Una de las técnicas experimentales más utilizadas para el estudio de estas estructuras es la difracción de rayos X, ya que debido a las características de este tipo de radiación electromagnética se pueden inferir propiedades de la materia.

## Estructura de la membrana lipídica

Bicapa lipídica fluida constituida enteramente de fosfatidil colina.

Todas las membranas biológicas están constituidas por lípidos, cuya cantidad en dichas membranas varía dependiendo del tipo de tejido. En general, los lípidos consisten en una cabeza polar y una región de cabezas apolares constituyendo lo que se conoce como una estructura anfipática. Dependiendo de la complejidad de su molécula existen dos categorías de lípidos, simples y complejos. Los simples están conformados específicamente por carbono, hidrógeno y oxígeno. Los complejos, además de los elementos mencionados, presentan también nitrógeno, fósforo o azufre. 
Las membranas lipídicas se componen principalmente de fosfolípidos que usualmente se componen de cabezas cargadas y cadenas hidrocarbonadas que no pueden interaccionar con el agua. Debido a esta estructura especial, los fosfolípidos, al interaccionar en una solución acuosa, sufren interacciones hidrofóbicas que se pueden definir como el conjunto de factores termodinámicos que son responsables del secuestro de los grupos no polares de un medio acuoso, las cuales hacen que las cadenas hidrocarbonadas tiendan a unirse entre sí, formando estructuras que aseguran un mínimo contacto con el agua incrementando la entropía del sistema.

## Fases de las estructuras lipídicas de membrana en sistemas acuosos
Debido a las interacciones hidrofóbicas, los lípidos se pueden encontrar en diversas fases que se detallan a continuación, las cuales dependen de las concentraciones de lípidos que se encuentran en el medio acuoso, así como de la temperatura. 

### Lípidos monoméricos

Autoorganización de los lípidos. Se muestra una bicapa lipídica a la izquierda y una micela a la derecha.

Como su nombre indica, se pueden encontrar monómeros de lípidos en el medio acuoso que van a depender directamente de consideraciones entrópicas.

### Micelas
Cuando la concentración de fosfolípidos monoméricos supera la superficie del medio acuoso, se forman estructuras llamadas micelas. Estas micelas pueden existir en diferentes tamaños y su núcleo está compuesto por un pequeño volumen de hidrocarburo puro capaz de disolver sustancias no polares, mientras que la superficie polar asegura la solubilidad de la micela en agua. Se puede aproximar el proceso de formación por medio de la ley de acción de masas.

### Fase laminar
A concentraciones altas y como un proceso espontáneo y producto del medio acuoso, las micelas adquieren una conformación en hojas extendidas de dos dimensiones llamadas bicapas. Bajo tal definición de bicapa, estas pueden existir en dos estados principales que varían dependiendo de la temperatura tal y como se detallará a continuación.

#### FaseLc{\displaystyle L_{c}}oLβ{\displaystyle L_{\beta }}
Denominada fase cristalina (sólida) o gel, en esta conformación las cadenas aciladas de los fosfolípidos están totalmente extendidas, paralelas a la normal de la bicapa en la forma trans, y las moléculas se empaquetan juntas en una estructura casi hexagonal. En esta conformación no hay separaciones de capas de agua.

#### FaseLβ′{\displaystyle L_{\beta '}}
Esta fase es una variación de la fase cristalina {\displaystyle L_{\beta }}, denominada fase sólido-ordenada, debido al aumento de temperatura. En este caso, las cadenas aciladas no solo están totalmente extendidas sino que presentan una inclinación con respecto al plano normal. Esta declinación depende de la cabeza del grupo del ácido graso. En el estudio de la estructura de {\displaystyle L_{\beta }} con fosfatidilcolina, que es el principal componente de muchas membranas biológicas, se encontró que estas bicapas tienen una inclinación de alrededor de 30°. Los lípidos se conforman en una especie de enrejado triangular de dos dimensiones en el plano de las membranas.

#### FasePβ′{\displaystyle P_{\beta '}}
Al aumentar la temperatura, la {\displaystyle L_{\beta '}} sufre cambios de configuración, dando lugar a la aparición de la fase {\displaystyle P_{\beta '}}, la cual presenta ondulaciones en la superficie de la membrana, siendo conocida como la fase de la onda. Las ondas son producto de arreglos periódicos de la fase {\displaystyle L_{\beta '}} y la fase {\displaystyle L_{\alpha }} que se tratará más adelante. En este estado, la fase {\displaystyle L_{\beta '}} presenta una inclinación menor que la que tiene habitualmente.

#### FaseLα{\displaystyle L_{\alpha }}
Es también denominada fase fluida o líquida cristalina y se da a las temperaturas más altas en la membrana biológica. En esta etapa, las cadenas están principalmente desordenadas y el orden tiende a perderse. Este desorden es debido a la presencia de isómeros rotacionales alrededor de los enlaces C-C de las cadenas aciladas de las grasas, para formar isómeros deformes que son el resultado de la rotación de 120° alrededor de los enlaces C-C. Estos isómeros rotacionales producen torceduras en la conformación de las cadena aciladas.

### Fase cúbica
La fase cúbica lipídica es principalmente una fase bi-continua de bicapas lipídicas con orden periódico tridimensional, y formando estructuras unilamelares. Hay en principio 36 posibles espacios cúbicos permitidos para las fases relacionadas.

### Fase hexagonal inversa
Esta fase, que también se da a altas temperaturas, es debida a un aumento de la entropía, llevando a que los lípidos formen cilindros con las cadenas directamente hacia fuera. Consecuentemente, las cadenas tienden a evitar el agua en los arreglos cilíndricos en dos dimensiones.

## Métodos de análisis de estructuras lipídicas
En los últimos 30 años y más en las dos últimas décadas, la utilización de la difracción de rayos X ha aumentado el desarrollo en ciencias como la biología molecular y la tecnología mostrando resultados sobre la estructura de los ácidos nucleicos y las proteínas. Gracias a estos adelantos, la técnica de los rayos X ha expandido su campo de aplicaciones, como es el estudio de las membranas biológicas y por consiguiente la estructura de los lípidos. Las principales técnicas y aplicaciones de difracción de rayos X con lípidos se detallan a continuación.

### Análisis de cristal simple
Este método, con la última resolución estructural, tiene el potencial inequívoco para evaluar la posición precisa de los átomos, excepto para el hidrógeno, ya que son casi inadvertidos para los rayos X. Esta técnica se aplica solo para cristales simples bien desarrollados. El cristal en este caso se trata de una muestra biológica de lípidos extraídos de algún microorganismo específico.

### Difracción de rayos X tipoPowderpara pequeños y grandes ángulos
Cuando los ácidos grasos y los lípidos no están en estado líquido, son normalmente materiales policristalinos, es decir consisten en dominios cristalinos orientados de forma aleatoria separados de regiones desordenadas. Estos cristales varían de tamaño y forma y pueden alcanzar dimensiones submilimétricas. Una fuente de rayos X con una gran sección de traspaso de la muestra golpeará simultáneamente todas las orientaciones de los cristales y en un momento dado, todas las posibles reflexiones de Bragg serán excitadas. La difracción Powder varía dependiendo de la forma del barrido (para ángulos grandes y para ángulos pequeños). Aunque en definición son lo mismo, se diferencian en que los rangos de resolución son muy diferentes. Como las moléculas de lípidos son más bien anisotrópicas y frecuentemente anfifílicas, lo que lleva a empaquetamientos característicos con espaciamientos cortos y largos, los espaciamientos corresponden a las separaciones de las cabezas de las cadenas hidrocarbonadas, las cuales forman rejillas y están en un rango de distancia de 3 a 5 Å. Los espaciamientos largos corresponden al largo de la bicapa, incluyendo la separación entre capa y capa, y están en un rango de 20 a 60 Å. Cuando se realizan variaciones de temperatura es posible utilizar este método para realizar diagramas de fase, para estudiar interacciones con aditivos y para observar cambios de fase.

### Esparcimiento difusivo para ángulos pequeños
El esparcimiento difusivo para ángulos pequeños o SAXS (en inglés) se utiliza siempre para materiales que contienen fluctuaciones de densidad no cristalina a una escala de longitud coloidal, es decir, a una escala nanométrica. Como hay ausencia de una estructura cristalina, una gráfica de intensidad contra un número de onda se caracteriza por curvas continuas y ausencia de picos que representen fenómenos de difracción. Se utiliza para obtener información sobre el tamaño y la forma de lípidos de micelas o vesículas a baja resolución. Se utiliza siempre que no se tienen ni cristales ideales ni cristales líquidos, como en el caso de las lipoproteínas o de mezclas solubles de micelas.

### Difracción superficial
Este método arroja un perfil de la densidad electrónica de la superficie de una monocapa a baja resolución, como también para arreglos en el plano de las cadenas hidrocarbonadas. Es la única técnica para estudiar la estructura de películas superficiales para lo cual es necesario utilizar radiación sincrotrónica.

## Difracción en membranas bicapa
Los lípidos en soluciones acuosas se encuentran en fase laminar y estas bicapas pueden estar separadas unas de otras de tal manera que realicen conformaciones periódicas. Con experimentos de difracción de rayos X, y en especial el método Powder, se puede hallar la amplitud y la intensidad de los haces dispersados.
Si se considera la ley de Bragg para una distribución ordenada de electrones {\displaystyle \rho (r)}, como muestra la figura se puede obtener la amplitud para la onda dispersada, también llamada amplitud o factor de estructura.
{\displaystyle F(R)=\int _{\mathbf {r} }{\rho (r)e^{2\pi ir\cdot R}\,dr}}
Si se considera una estructura de lípidos en fase laminar, la distribución de electrones es continua en el plano yz. Así, solo en la dirección x, los electrones no poseen una continuidad puesto que ésta varía entre las cabezas de los lípidos, las colas y el medio acuoso.
Por lo tanto la amplitud de la onda solo es función de x.
{\displaystyle F(R)=\int _{\mathbf {x} }{\rho (x)e^{2\pi ix\cdot R}\,dx}}
Donde F(R) es la transformada de Fourier para {\displaystyle \rho (r)}, es decir,
{\displaystyle \rho (x)=\int _{\mathbf {R} }{F(R)e^{-2\pi ix\cdot R}\,dR}}
Ahora, para un conjunto de bicapas como el de la figura de la derecha, la densidad que se encuentra en la ecuación anterior se repite a una distancia D. Obteniendo ahora para la densidad y el factor de escala, se tiene que
{\displaystyle \rho (x+nD)=\rho (x)\,\,\,\,0\leq x\leq D\,\,y\,\,h=1,2,3,...}
y además,
{\displaystyle F(R)=\underbrace {\left(\sum _{i=1}^{N-1}e^{2\pi iRnD}\right)} _{G(R)}\underbrace {\int _{x=0}^{D}\rho (x)e^{2\pi ix\cdot R}} _{F_{u}(R)}}
donde {\displaystyle F_{u}(R)} es el factor de estructura para una sola bicapa de lípidos y {\displaystyle (G(R))} que puede también expresarse como
{\displaystyle \sum _{i=1}^{N-1}e^{2\pi iRnD}=e^{\pi iR(N-1)D}{\frac {sen(N\pi RD)}{Sen(\pi RD)}}}
Para un máximo de interferencia, la función {\displaystyle G(R)} viene dada por 
{\displaystyle |G(R)|=\left|{\frac {sen(N\pi RD)}{Sen(\pi RD)}}\right|=N}
y sus picos máximos cuando R=m/D, donde m es un número entero.
La intensidad de la onda dispersada en experimentos de dispersión puede ser medida, siendo a su vez es igual al cuadrado del factor de escala.
{\displaystyle I(R)=F^{*}F(R)=|F(R)|^{2}}
Si se considera una bicapa simétrica con respecto a su centro, se puede expresar su factor de estructura de este modo:
{\displaystyle F_{u}(R)=\int _{-D/2}^{+D/2}\rho (x)cos(2\pi ixR)\,dx+i\int _{x=-D/2}^{+D/2}\rho (x)sen(2\pi ixR)}
Como la función sen(x) es una función par se puede omitir el segundo término de la derecha ya que es igual a cero. De esta manera, la solución para el factor de escala puede tomar tanto valores positivos como negativos. Para determinar el signo se debe realizar no solo un experimento de difracción. Así, asignar valores apropiados para el factor de escala y con los datos de intensidad, se puede hallar la densidad electrónica a lo largo del eje x de las multicapas. 
Las figuras de la derecha muestran los datos obtenidos de un típico experimento de difracción. Se puede observar que la densidad electrónica en las cabezas de los lípidos es mucho mayor en el centro. Se puede explicar esto debido a que las cabezas de los lípidos contienen muchos átomos de carbono, a diferencia de sus colas. De este modo, se tiene lo siguiente
- Densidad de electrones en la cabeza del grupo: {\displaystyle \approx {\frac {0.45electrones}{\mathrm {\AA} ^{3}}}}
- Densidad de electrones de un grupo: {\displaystyle -CH_{3}-} de las cadenas de lípidos {\displaystyle \approx {\frac {0.17electrones}{\mathrm {\AA} ^{3}}}}

## Protocolo experimental para realizar difracción de rayos X en estructuras lipídicas
El siguiente protocolo permite realizar extracción de muestras lipídicas de muestras biológicas de la bacteria Escherichia coli, que posteriormente se utilizan para realizar difracción de rayos X.

### Materiales
1. Cloroformo
2. Etanol
3. Agua destilada
4. Cloruro de calcio
5. Benceno
6. {\displaystyle Na_{2}CO_{3}}
7. Cultivo en agar de la bacteria E. coli
8. Medio LB (5 g/l NaCl, 5 g/l extracto de levadura y 10 g/l triptona)

### Cultivo y aislamiento de células
Para aislar las células se debe homogeneizar la muestra biológica. Para ello, se retira del cultivo de agar una pequeña muestra biológica mediante un asa de siembra, previamente esterilizada en la llama. La muestra es depositada en medio LB, en una atmósfera estéril (por ejemplo, cerca de un mechero de gas) y se dejan crecer en un agitador durante 24 horas a 28 °C.

### Preparación de la muestra biológica
Las células se deben centrifugar del medio de cultivo, depositando la muestra cultivada en tubos eppendorf mediante micropipeta con puntas no necesariamente estériles, obteniéndose un pellet de bacterias. Las células se lavan en una solución salina que contiene NaCl a una concertación 0,87% en una solución con CaCl2 a 30 μM. Las células se resuspenden y se centrifugan tres veces para garantizar que estén limpias del medio de cultivo.

### Extracción de lípidos
Por medio de una mezcla de cloroformo, etanol y agua se separan los lípidos de las proteínas, y se extraen las muestras lipídicas mediante jeringas Hamilton. Se realiza un proceso de limpieza con cloroformo y Na2CO3 para eliminar el residuo de ácidos grasos insaturados. Las muestras de lípidos son montadas en un delgado tubo capilar o en un porta muestras.